# Iglesia de Israel
La Iglesia de Israel es una confesión cristiana que surgió de la Iglesia de Cristo en el Retiro de Sion. La Iglesia de Israel se llamaba anteriormente la Iglesia de Nuestra Herencia Cristiana. La iglesia tiene su sede en Schell City (Misuri).

## Historia
La Iglesia de Israel se organizó por primera vez en 1972. Dan Gayman había depuesto a los líderes de la Iglesia de Cristo en el Retiro de Sion y luego fue elegido líder de esa iglesia. La mayoría de los miembros de la iglesia siguieron a Gayman. Sin embargo, los líderes depuestos de la iglesia de Cristo en el Retiro de Sion demandaron a Gayman, y los tribunales ordenaron que la propiedad y el nombre de la iglesia se devolvieran a los líderes depuestos, y que los miembros de la congregación de Gayman no pudieran acceder a las instalaciones. Gayman organizó informalmente su congregación bajo el nombre de "Iglesia de Nuestra Herencia Cristiana". En 1977, Gayman y otras 10 personas fueron arrestadas por un allanamiento de morada, cuando condujeron a un grupo de regreso a la Iglesia de Cristo en el Retiro de Sion, en un intento de toma de posesión por la fuerza. En 1981, Gayman incorporó su iglesia bajo el nombre de Iglesia de Israel. El preparacionismo es practicado por muchos de sus adeptos. Un reportaje de investigación sobre la Iglesia de Israel, se publicó en el Joplin Globe, en enero de 2001.
El informe fue en su mayoría negativo y sugirió que la iglesia tenía vínculos con el movimiento de la Identidad Cristiana. La Liga Antidifamación incluye a la Iglesia de Israel en su lista de grupos extremistas.
El informe de la ADL afirma que los miembros de la iglesia han estado involucrados en ocasiones con figuras controvertidas como Bo Gritz, Eric Rudolph y Thomas Robb, un líder nacional del Ku Klux Klan.

## Conexión con Eric Rudolph
En 2003, se reveló que el terrorista del Parque Olímpico, y uno de los diez fugitivos más buscados por el FBI, Eric Rudolph, y su madre habían asistido a la Iglesia de Israel en 1984 durante tres o cuatro meses, cuando Eric tenía 18 años.

## Demanda de 2003
Después de una pelea entre Gayman y otros dos líderes de la iglesia en 2003, Gayman presentó una demanda judicial, en un intento de revocar un acuerdo de indemnización que incluía la escritura de una casa y la propiedad que se le había dado a un exministro de la iglesia, Scott Stinson. Finalmente, el juez se puso del lado de Stinson.

## Publicaciones
La iglesia publica un boletín trimestral llamado The Watchman (El Vigilante).

## Creencias
La doctrina de la iglesia establece que cree en un Dios verdadero, eterno, autoexistente y no creado, cuyo nombre es Jehová, pero se aparta del cristianismo tradicional en su defensa del Kinismo y el Dominionismo. 

## Semilla de la Serpiente
Gayman es famoso por propagar la teología conocida como doctrina de la "Simiente dual" o "Semilla de la Serpiente". Esta doctrina sostiene que los blancos son descendientes de Adán, y por lo tanto, son el pueblo elegido por Dios. Los seguidores de esta doctrina creen que el pueblo judío es descendiente de Caín y de Satanás. Esta creencia fue desarrollada por Wesley A. Swift, Conrad Gaard, Dan Gayman y William Potter Gale, entre otros.

## Puntos de vista políticos
La Iglesia de Israel tiene una profunda desconfianza hacia el Gobierno federal de los Estados Unidos. La iglesia no cree en el uso de números de la seguridad social, permisos de conducir, o licencias de matrimonio. La mayoría de los niños de la iglesia nacieron en sus hogares y no tienen números de la seguridad social.

## Médicos y vacunas
La Iglesia de Israel no cree en la profesión médica, y desaconseja el uso de médicos y vacunas. 

## Festividades
Desde 1987 la Iglesia de Israel considera el séptimo día como el Sabbat. También rechaza las fiestas cristianas tradicionales como la Navidad y la Pascua como innovaciones paganas, en cambio, celebra los días festivos hebreos.